# Ветроэнергетика

Рост в мире установленной мощности ветроэнергетики в ГВт

Ветроэнергетика — отрасль энергетики, специализирующаяся на преобразовании кинетической энергии воздушных масс в атмосфере в электрическую, механическую, тепловую или в любую другую форму энергии, удобную для использования в народном хозяйстве. Такое преобразование может осуществляться такими агрегатами, как ветрогенератор (для получения электрической энергии на ветровой электростанции), ветряная мельница (для преобразования в механическую энергию), парус (для использования в транспорте) и другими.

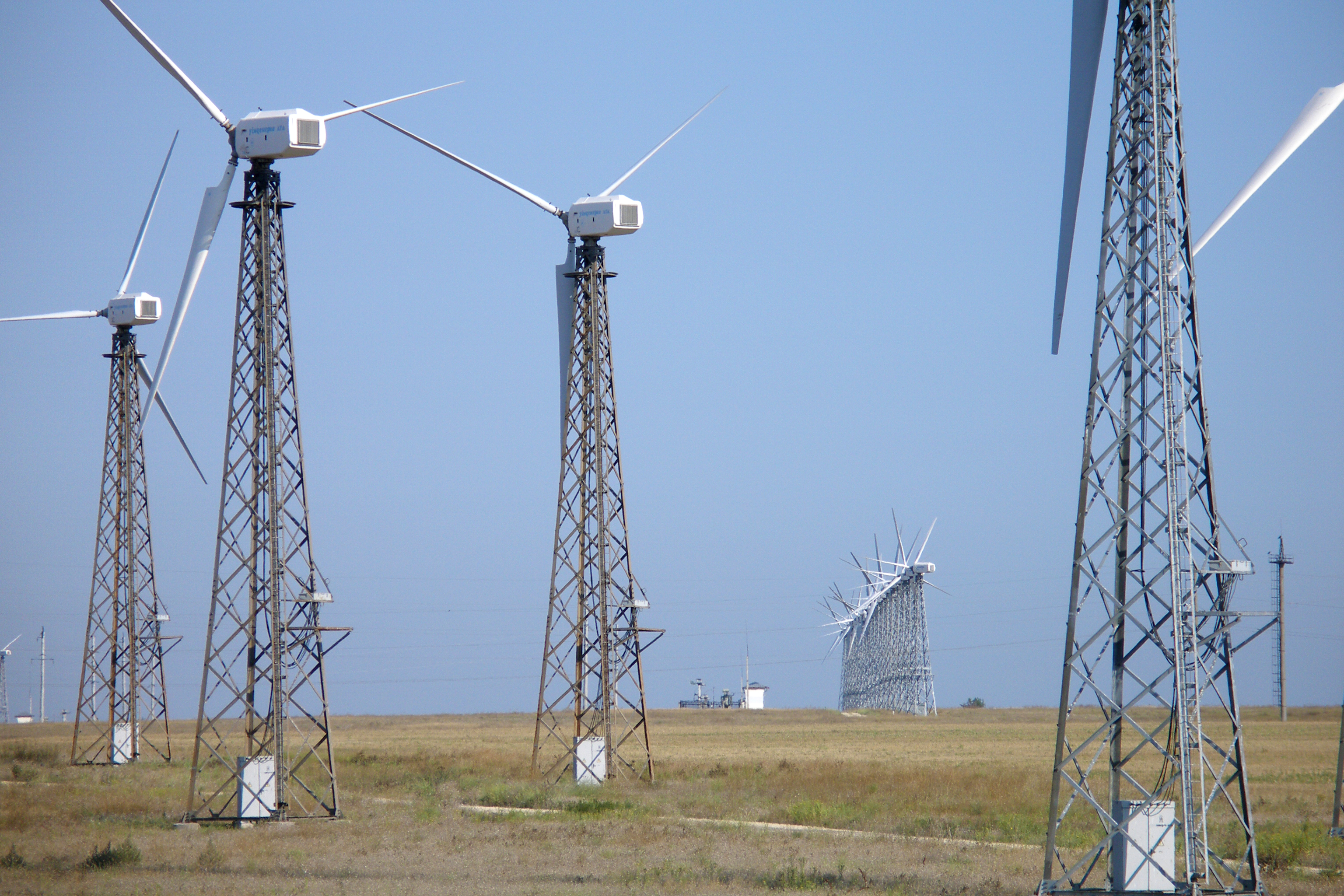
Сакская ВЭС в Крыму

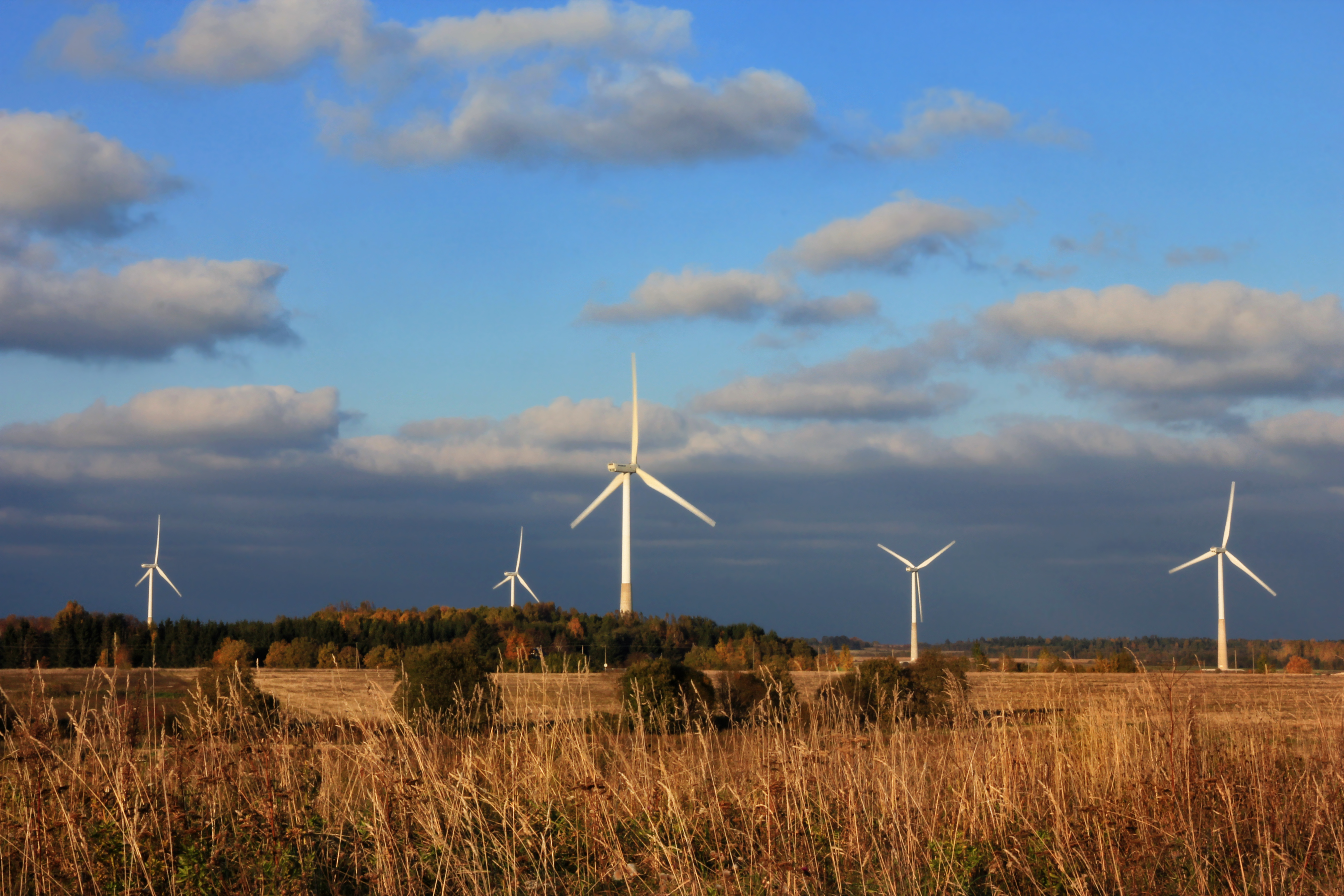
Ветропарк в Эстонии

Энергию ветра относят к возобновляемым видам энергии, так как она является следствием активности Солнца.
Ветроэнергетика является бурно развивающейся отраслью, в некотороых станциях генерации электроэнергии с помощью ветра - основной источник электроэнергии, например в Дании, где ветрогенерация в 2024 году превысила 50% от общей генерации электроэнергии.
Крупные ветряные электростанции включаются в общую сеть, более мелкие используются для снабжения электричеством удалённых районов. В отличие от ископаемого топлива, энергия ветра практически неисчерпаема, повсеместно доступна и более экологична. Однако сооружение ветряных электростанций сопряжено с некоторыми трудностями технического и экономического характера, замедляющими распространение ветроэнергетики. В частности, непостоянство ветровых потоков не создаёт проблем при небольшой доле ветроэнергетики в общем производстве электроэнергии, однако при росте этой доли возрастают также и проблемы надёжности производства электроэнергии. Для решения подобных проблем используется интеллектуальное управление распределением электроэнергии и системы накопления электроэнергии.

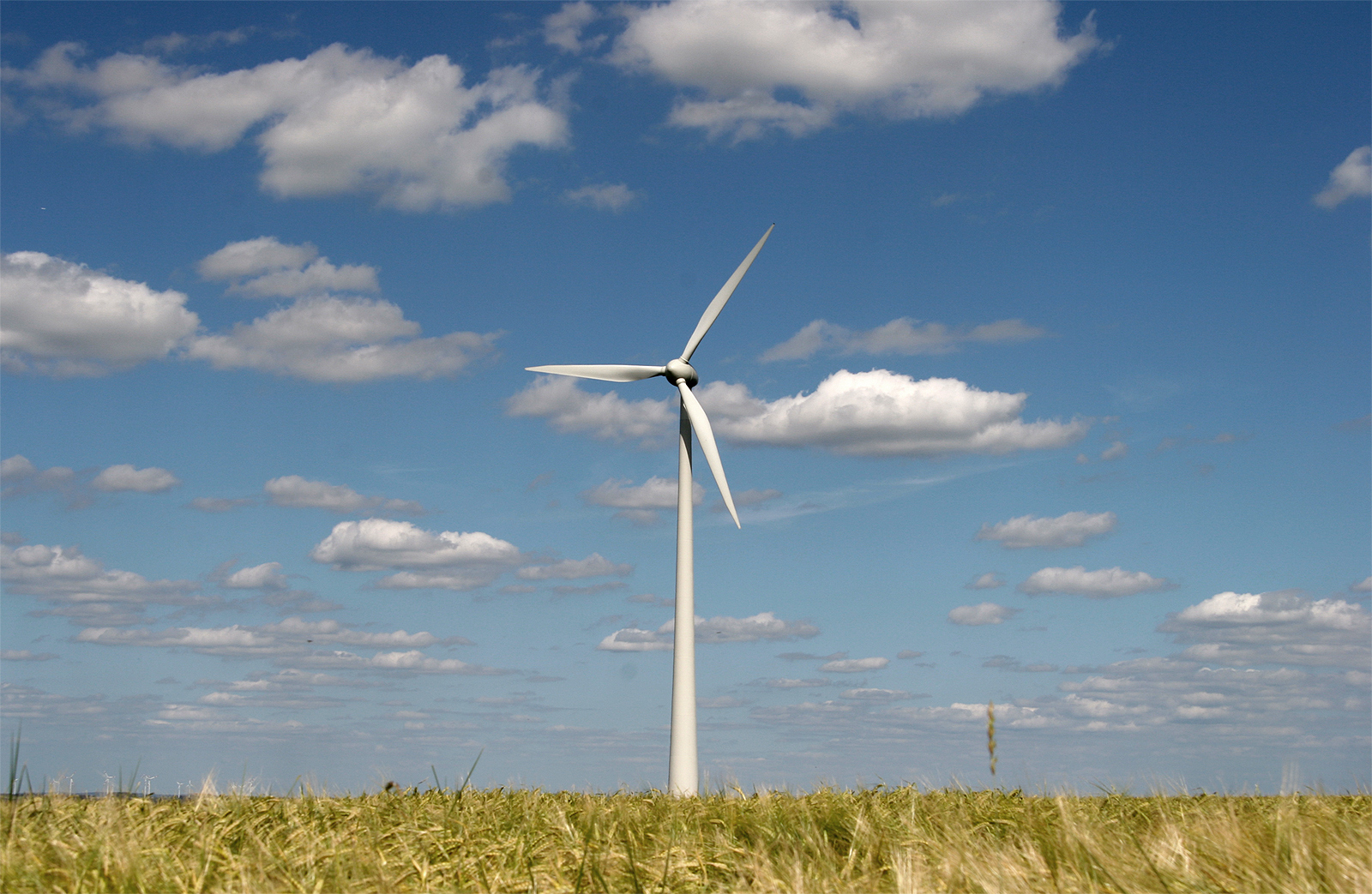
Ветрогенератор в Люксембурге

## История использования энергии ветра

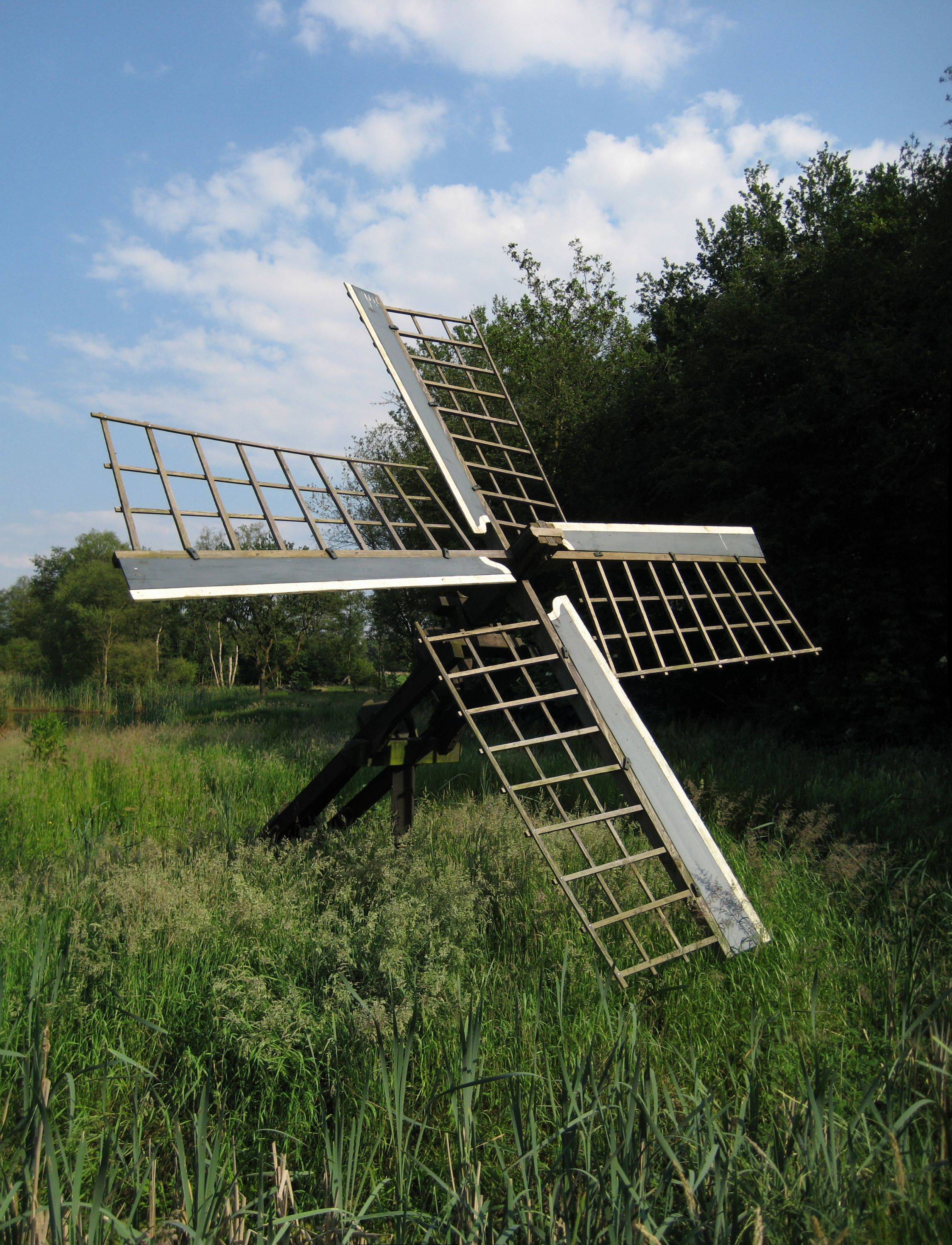
Мельница со станиной

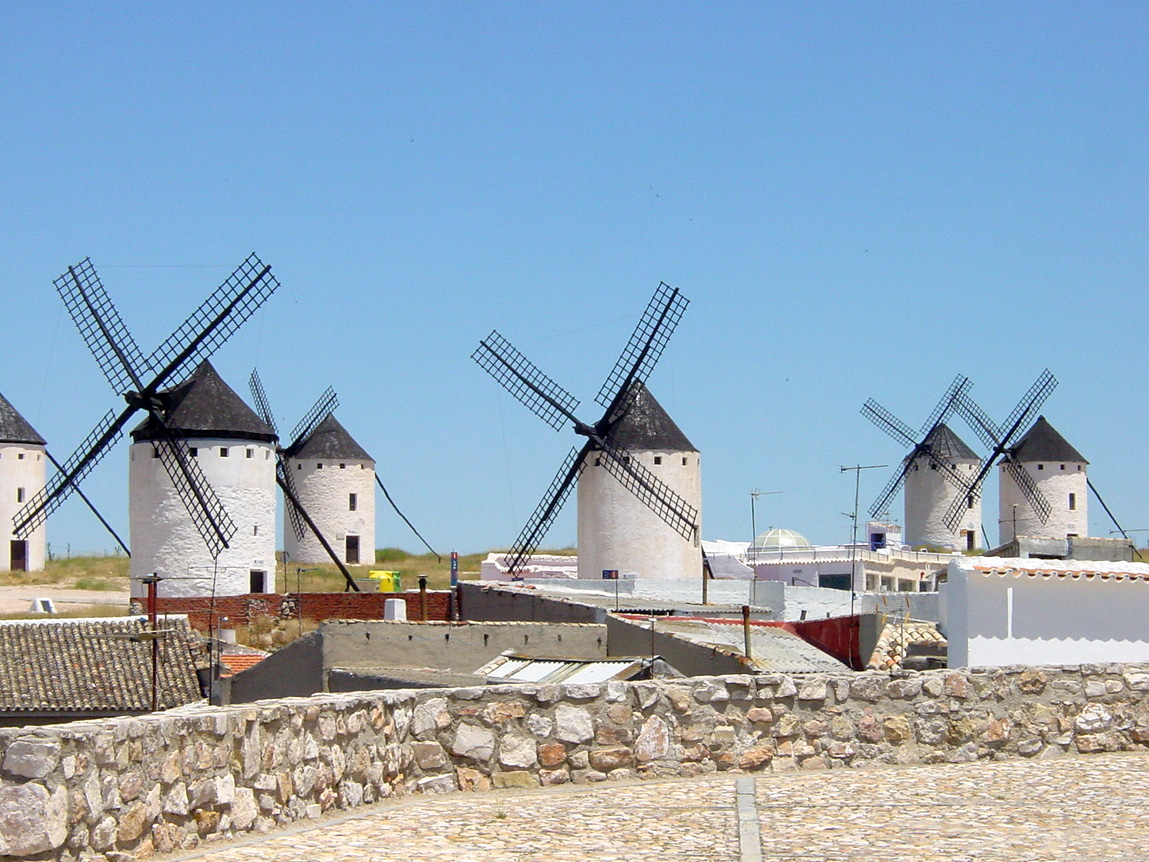
Ветряные мельницы в Ла-Манче, Испания

Ветряные мельницы использовались для размола зерна в Персии уже в 200-м году до н. э. Мельницы такого типа были распространены в исламском мире и в XIII веке принесены в Европу крестоносцами.

Мельницы на козлах, так называемые немецкие мельницы, являлись до середины XVI века единственно известными. Сильные бури могли опрокинуть такую мельницу вместе со станиной. В середине XVI столетия один фламандец нашёл способ, посредством которого это опрокидывание мельницы делалось невозможным. В мельнице он ставил подвижной только крышу, и для того, чтобы поворачивать крылья по ветру, необходимо было повернуть лишь крышу, в то время как само здание мельницы было прочно укреплено на земле.— Маркс К. Машины: применение природных сил и науки.
Масса козловой мельницы была ограниченной в связи с тем, что её приходилось поворачивать вручную. Поэтому была ограниченной и её производительность. Усовершенствованные мельницы получили название шатровых.
В XVI веке в городах Европы начинают строить водонасосные станции с использованием гидродвигателя и ветряной мельницы: Толедо — 1526 год, Глостер — 1542 год, Лондон — 1582 год, Париж — 1608 год и так далее.
В Нидерландах многочисленные ветряные мельницы откачивали воду с земель, ограждённых дамбами. Отвоёванные у моря земли использовались в сельском хозяйстве. В засушливых областях Европы ветряные мельницы применялись для орошения полей.
Первая ветряная электростанция — «мельница» Блита диаметром 9 метров — была построена в 1887 году на даче Блита в Мэрикирке (Великобритания). Блит предложил избыточную электроэнергию со своей «мельницы» жителям Мэрикирка для освещения главной улицы, но получил отказ, так как те считали, что электроэнергия — это «работа дьявола». В дальнейшем Блит построил ветряную турбину для подачи аварийного питания в местную больницу, сумасшедший дом и амбулаторию. Однако технологию Блита сочли экономически нежизнеспособной и следующая ветроэлектростанция появилась в Великобритании только в 1951 году. Первая автоматически управляемая ветряная установка американца Чарльза Браша появилась в 1888 году и имела диаметр ротора 17 метров.
В Дании в 1890 году была построена первая ветроэлектростанция, а к 1908 году насчитывалось уже 72 станции мощностью от 5 до 25 кВт. Крупнейшие из них имели высоту башни 24 метра и четырёхлопастные роторы диаметром 23 метра. Предшественница современных ветроэлектростанций с горизонтальной осью имела мощность 100 кВт и была построена в 1931 году в Ялте. Она имела башню высотой 30 метров. К 1941 году единичная мощность ветроэлектростанций достигла 1,25 МВт.
В период с 1940-х по 1970-е годы ветроэнергетика переживает период упадка в связи с интенсивным развитием передающих и распределительных сетей, дававших независимое от погоды энергоснабжение за умеренные деньги.
Возрождение интереса к ветроэнергетике началось в 1970-х после нефтяного кризиса 1973 года. Кризис продемонстрировал зависимость многих стран от импорта нефти и привёл к поиску вариантов снижения этой зависимости. В середине 1970-х в Дании начались испытания предшественников современных ветрогенераторов. Позднее чернобыльская катастрофа также стимулировала интерес к возобновляемым источникам энергии. Калифорния осуществила одну из первых программ стимулирования ветроэнергетики, начав предоставление налоговых льгот для производителей электроэнергии из ветра.
В 2020 году было установлено 93 ГВт новых мощностей, что на 53 % больше по сравнению с аналогичным периодом прошлого года. В 2020 году рекордный рост был обусловлен всплеском установок в Китае и США — двух крупнейших мировых рынках ветроэнергетики — которые вместе установили почти 75 % новых установок в 2020 году, что составляет более половины всей мировой ветроэнергетики. В 2020 году общая установленная мощность всех ветрогенераторов составила 743 ГВт, что эквивалентно годовым выбросам углерода во всей Южной Америке или более 1,1 миллиарда тонн CO2 в год. В 2019 году общая установленная мощность всех ветрогенераторов составила 651 гигаватт и, таким образом, превзошла суммарную установленную мощность атомной энергетики (однако на практике реальная в среднем за год мощность ветрогенераторов, вследствие их невысокого КИУМ, в несколько раз ниже установленной мощности, в то время как АЭС почти всегда работает в режиме установленной мощности). В 2019 году количество электрической энергии, произведённой всеми ветрогенераторами мира, составило 1430 тераватт-часов (5,3 % всей произведённой человечеством электрической энергии). Некоторые страны особенно интенсивно развивают ветроэнергетику. Согласно данным WindEurope, в 2019 году в Дании с помощью ветрогенераторов было произведено 48 % всего электричества, в Ирландии — 33 %, в Португалии — 27 %, в Германии — 26 %, в Великобритании — 22 %, в Испании — 21 %, в Европейском Союзе в целом — 15 %. В 2014 году 85 стран мира использовали ветроэнергетику на коммерческой основе. По итогам 2015 года в ветроэнергетике занято более 1 000 000 человек во всем мире (в том числе 500 000 в Китае и 138 000 в Германии).

### В России

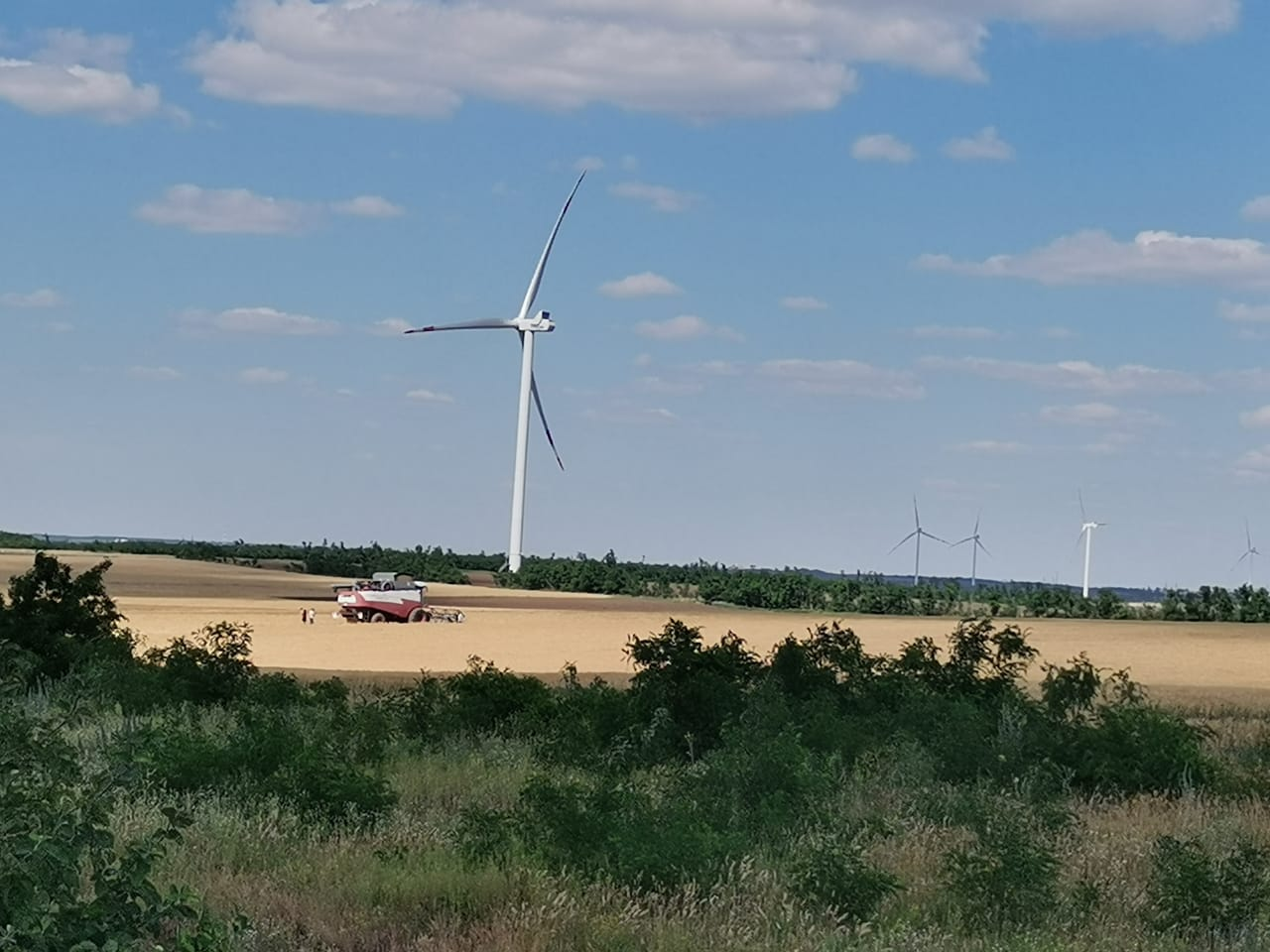
Каменская ВЭС в Ростовской области

В середине 1920-х годов ЦАГИ разрабатывал ветроэлектрические станции и ветряки для сельского хозяйства. Конструкция «крестьянского ветряка» могла быть изготовлена на месте из доступных материалов. Его мощность варьировалась от 3 л. с., 8 л. с. до 45 л. с. Такая установка могла освещать 150—200 дворов или приводить в действие мельницу. Для постоянства работы был предусмотрен гидравлический аккумулятор. В 1931 году в Курске была построена ветроэлектростанция Уфимцева, первая в мире ветроэлектрическая станция с инерционным аккумулятором, она является объектом культурного наследия федерального значения. В том же году в Балаклаве вошла в строй ветроэлектростанция мощностью 100 киловатт, на тот момент самая мощная в мире, но была разрушена в 1941 году во время боёв Великой Отечественной войны.
В 2013 году в России действовала только одна крупная ВЭС — Куликовская (5 МВт).
Технический потенциал ветровой энергии России оценивается свыше 50 000 млрд кВт⋅ч/год. Экономический потенциал составляет примерно 260 млрд кВт⋅ч/год, то есть около 30 процентов производства электроэнергии всеми электростанциями России.
Энергетические ветровые зоны в России расположены, в основном, на побережье и островах Северного Ледовитого океана от Кольского полуострова до Камчатки, в районах Нижней и Средней Волги и Дона, побережье Каспийского, Охотского, Баренцева, Балтийского, Чёрного и Азовского морей. Отдельные ветровые зоны расположены в Карелии, на Алтае, в Туве, на Байкале.
Максимальная средняя скорость ветра в этих районах приходится на осенне-зимний период — период наибольшей потребности в электроэнергии и тепле. Около 30 % экономического потенциала ветроэнергетики сосредоточено на Дальнем Востоке, 14 % — в Северном экономическом районе, около 16 % — в Западной и Восточной Сибири.
Суммарная установленная мощность ветровых электростанций в стране на 2009 год составляет 17—18 МВт.
Самые крупные ветроэлектростанции России находятся в Крыму и построены украинскими предпринимателями: Донузлавская ВЭС (суммарная мощность 18,7 МВт), Останинская ВЭС («Водэнергоремналадка») (26 МВт), Тарханкутская ВЭС (15,9 МВт) и Восточно-Крымская ВЭС. В общей сложности они располагают 522 ветроагрегатами мощностью 59 МВт.
Ещё одна крупная ветроэлектростанция России (5,1 МВт) расположена в районе посёлка Куликово Зеленоградского района Калининградской области. Зеленоградская ВЭУ состоит из 21 установки датской компании SEAS Energi Service A.S.
На Чукотке действует Анадырская ВЭС мощностью 2,5 МВт (10 ветроагрегатов по 250 кВт). Годовая выработка в 2011 году не превысила 0,2 млн кВт⋅ч.
В Республике Башкортостан действует ВЭС Тюпкильды мощностью 2,2 МВт, располагающаяся около одноимённой деревни Туймазинского района. ВЭС состоит из четырёх ветроагрегатов немецкой фирмы Hanseatische AG типа ЕТ 550/41 мощностью по 550 кВт. Годовая выработка электроэнергии в 2008—2010 годах не превышала 0,4 млн кВт⋅ч.
В Республике Калмыкия в Приютненском районе, компанией ООО «АЛТЭН» была построена ветровая электростанция мощностью 2,4 МВт, суммарной выработкой 10 млн кВт⋅ч в год. ООО «АЛТЭН» управляет активами установленного ветропарка, а также проводит мероприятия по его обслуживанию и эксплуатации совместно с компанией Vensys-Elektrotechnik.
В Республике Коми вблизи Воркуты не достроена Заполярная ВДЭС мощностью 3 МВт. На 2006 действуют 6 установок по 250 кВт общей мощностью 1,5 МВт.
На острове Беринга Командорских островов действует ВЭС мощностью 1,2 МВт.
Успешным примером реализации возможностей ветряных установок в сложных климатических условиях является ветродизельная электростанция на мысе Сеть-Наволок Кольского полуострова мощностью до 0,1 МВт. В 17 километрах от неё в 2009 году начато обследование параметров будущей ВЭС работающей в комплексе с Кислогубской ПЭС.
Существуют проекты на разных стадиях проработки Ленинградской ВЭС 75 МВт, Ейской ВЭС 72 МВт (Краснодарский край), Калининградской морской ВЭС 50 МВт, Морской ВЭС 30 МВт (Карелия), Приморской ВЭС 30 МВт, Магаданской ВЭС 30 МВт, Чуйской ВЭС 24 МВт (Республика Алтай), Усть-Камчатской ВДЭС 16 МВт (Камчатская область), Новиковской ВДЭС 10 МВт (Республика Коми), Дагестанской ВЭС 6 МВт, Анапской ВЭС 5 МВт (Краснодарский край), Новороссийской ВЭС 5 МВт (Краснодарский край), Валаамской ВЭС 4 МВт (Карелия), Приютненской ВЭС 51 МВт (Республика Калмыкия).

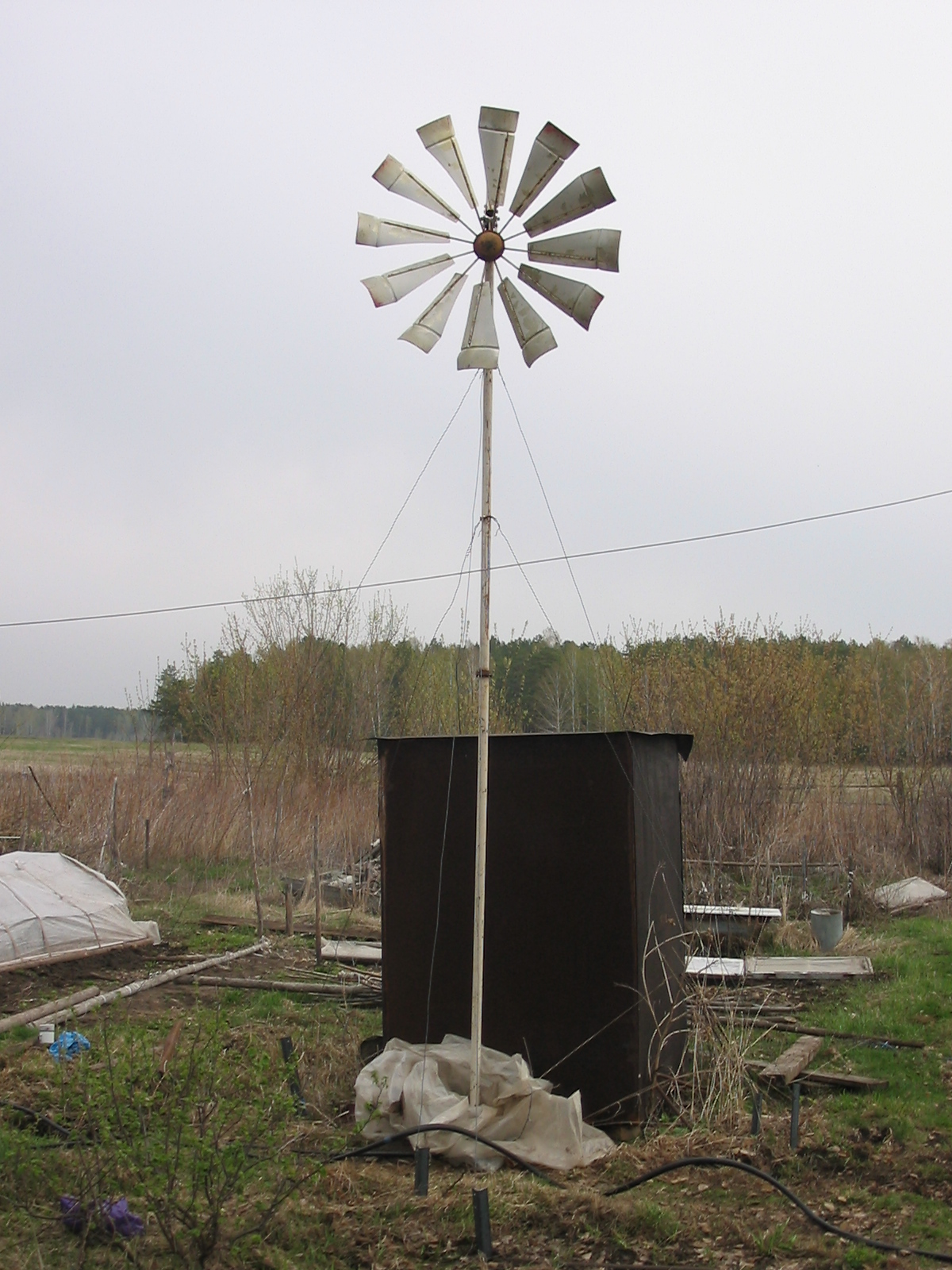
Ветряной насос «Ромашка» производства СССР

Как пример реализации потенциала территорий Азовского моря можно указать Новоазовскую ВЭС, действующей на 2010 год мощностью в 21,8 МВт, установленную на украинском побережье Таганрогского залива.
В 2003—2005 годах в рамках РАО ЕЭС проведены эксперименты по созданию комплексов на базе ветрогенераторов и двигателей внутреннего сгорания, по программе в посёлке Тикси установлен один агрегат. Все проекты начатые в РАО, связанные с ветроэнергетикой переданы компании РусГидро. В конце 2008 года РусГидро начала поиск перспективных площадок для строительства ветряных электростанций.
Предпринимались попытки серийного выпуска ветроэнергетических установок для индивидуальных потребителей, например водоподъёмный агрегат «Ромашка».
Последние годы в России ветроэнергетика развивается большими темпами. Так, в 2018 суммарная установленная мощность ВЭУ составляла всего 134 МВт, в 2020 г — 945 МВт, в июне 2021 г — 1378 МВт, то есть за три года мощность выросла в 10 раз. В середине 2023 года общая мощность крупных ВЭС России достигла почти 2,5 ГВт (менее 1 % электроэнергетических мощностей), что составило более 0,5 % всей производимой в России электроэнергии.

## Современные методы генерации электроэнергии из энергии ветра
Мощность ветрогенератора зависит от площади, ометаемой лопастями генератора, и высоты над поверхностью. Например, турбины мощностью 3 МВт (V90) производства датской фирмы Vestas имеют общую высоту 115 метров, высоту башни 70 метров и диаметр лопастей 90 метров.
Воздушные потоки у поверхности земли/моря являются турбулентными — нижележащие слои тормозят расположенные выше. Этот эффект заметен до высоты 2 км, но резко снижается уже на высотах больше 100 метров. Высота расположения генератора выше этого приземного слоя одновременно позволяет увеличить диаметр лопастей и освобождает площади на земле для другой деятельности. Современные генераторы (2010 год) уже вышли на этот рубеж, и их количество резко растёт в мире. Ветрогенератор начинает производить ток при ветре 3 м/с и отключается при ветре более 25 м/с. Максимальная мощность достигается при ветре 15 м/с. Отдаваемая мощность пропорциональна третьей степени скорости ветра: при увеличении ветра вдвое, от 5 м/с до 10 м/с, мощность увеличивается в восемь раз.
| Мощности ветрогенераторов и их размеры                                                                                | Мощности ветрогенераторов и их размеры | Мощности ветрогенераторов и их размеры | Мощности ветрогенераторов и их размеры | Мощности ветрогенераторов и их размеры |
| Параметр | 1 МВт                                  | 2 МВт                                  | 2,3 МВт                                |                                        |
| --- | -------------------------------------- | -------------------------------------- | -------------------------------------- | -------------------------------------- |
| Высота мачты | 50—60 м                                | 80 м                                   | 80 м                                   |                                        |
| Длина лопасти | 26 м                                   | 37 м                                   | 40 м                                   |                                        |
| Диаметр ротора | 54 м                                   | 76 м                                   | 82,4 м                                 |                                        |
| Вес ротора на оси | 25 т                                   | 52 т                                   | 52 т                                   |                                        |
| Полный вес машинного отделения                                                                                        | 40 т                                   | 82 т                                   | 82,5 т                                 |                                        |
| Источник: Параметры действующих ветрогенераторов. Пори, Финляндия Архивная копия от 29 января 2018 на Wayback Machine |                                        |                                        |                                        |                                        |

В августе 2002 года компания Enercon построила прототип ветрогенератора E-112 мощностью 4,5 МВт. До декабря 2004 года турбина оставалась крупнейшей в мире. В декабре 2004 года германская компания REpower Systems построила свой ветрогенератор мощностью 5,0 МВт. Диаметр ротора этой турбины 126 метров, масса гондолы — 200 тонн, высота башни — 120 м. В конце 2005 года Enercon увеличил мощность своего ветрогенератора до 6,0 МВт. Диаметр ротора составил 114 метров, высота башни 124 метра. В 2009 году турбины класса 1,5 — 2,5 МВт занимали 82 % в мировой ветроэнегетике.
В январе 2014 года датская компания Vestas начала тестировать турбину V-164 мощностью 8 МВт. Первый контракт на поставку турбин был заключён в конце 2014 года. На сегодняшний день V-164 — наиболее мощный ветрогенератор в мире. Ведутся разработки генераторов мощностью более 10 МВт.
Наибольшее распространение в мире получила конструкция ветрогенератора с тремя лопастями и горизонтальной осью вращения, хотя кое-где ещё встречаются и двухлопастные. Наиболее эффективной конструкцией для территорий с малой скоростью ветровых потоков признаны ветрогенераторы с вертикальной осью вращения, т. н. роторные, или карусельного типа. Сейчас все больше производителей переходят на производство таких установок, так как далеко не все потребители живут на побережьях, а скорость континентальных ветров обычно находится в диапазоне от 3 до 12 м/с. В таком ветрорежиме эффективность вертикальной установки намного выше. У вертикальных ветрогенераторов есть ещё несколько существенных преимуществ: они практически бесшумны, и не требуют совершенно никакого обслуживания, при сроке службы более 20 лет. Системы торможения, разработанные в последние годы[какие?], гарантируют стабильную работу даже при периодических шквальных порывах до 60 м/с.
Дания, Нидерланды и Германия собираются заложить искусственный остров в Северном море для выработки ветровой энергии. Проект планируется реализовывать на самой крупной отмели Северного моря — Доггер-банке (в 100 километрах от восточного побережья Англии), так как здесь удачно сочетаются следующие факторы: относительно низкий уровень моря и мощные потоки воздуха. Остров площадью в шесть квадратных километров будет оборудован ветряными фермами с тысячами мельниц, также там будут построены взлётно-посадочная полоса и порт. Главная инновация данного строительства заключается в концентрации на максимально низкой стоимости транзита энергии. Основной целью проекта является создание ветропарка, который может вырабатывать до 30 ГВт дешёвой электроэнергии. Долгосрочные планы предполагают увеличение этого количества до 70—100 ГВт, что позволит обеспечивать энергией около 80 миллионов жителей Европы, в том числе Германии, Нидерландов и Дании.
Кроме того, существуют плавучие установки. Первая плавучая установка была запущена осенью 2017 года у берегов Шотландии.

## Офшорная ветроэнергетика
Наиболее перспективными местами для производства энергии из ветра считаются прибрежные зоны. Но стоимость инвестиций по сравнению с сушей выше в 1,5—2 раза. В море, на расстоянии 10—12 км от берега (а иногда и дальше), строятся офшорные ветряные электростанции. Башни ветрогенераторов устанавливают на фундаменты из свай, забитых на глубину до 30 метров. Также офшорная электростанция включает распределительные подстанции и подводные кабели до побережья.
Помимо свай для фиксации турбин могут использоваться и другие типы подводных фундаментов, а также плавающие основания. Первый прототип плавающей ветряной турбины построен компанией H Technologies BV в декабре 2007 года. Ветрогенератор мощностью 80 кВт установлен на плавающей платформе в 10,6 морских милях от берега Южной Италии на участке моря глубиной 108 метров.
5 июня 2009 года компании Siemens AG и норвежская Statoil объявили об установке первой в мире коммерческой плавающей ветроэнергетической турбины мощностью 2,3 МВт, производства Siemens Renewable Energy.
Несмотря на снижение затрат на строительство ветрогенераторов в море в 2010-х годах, офшорная ветроэнергетика является одним из наиболее дорогих источников электричества.

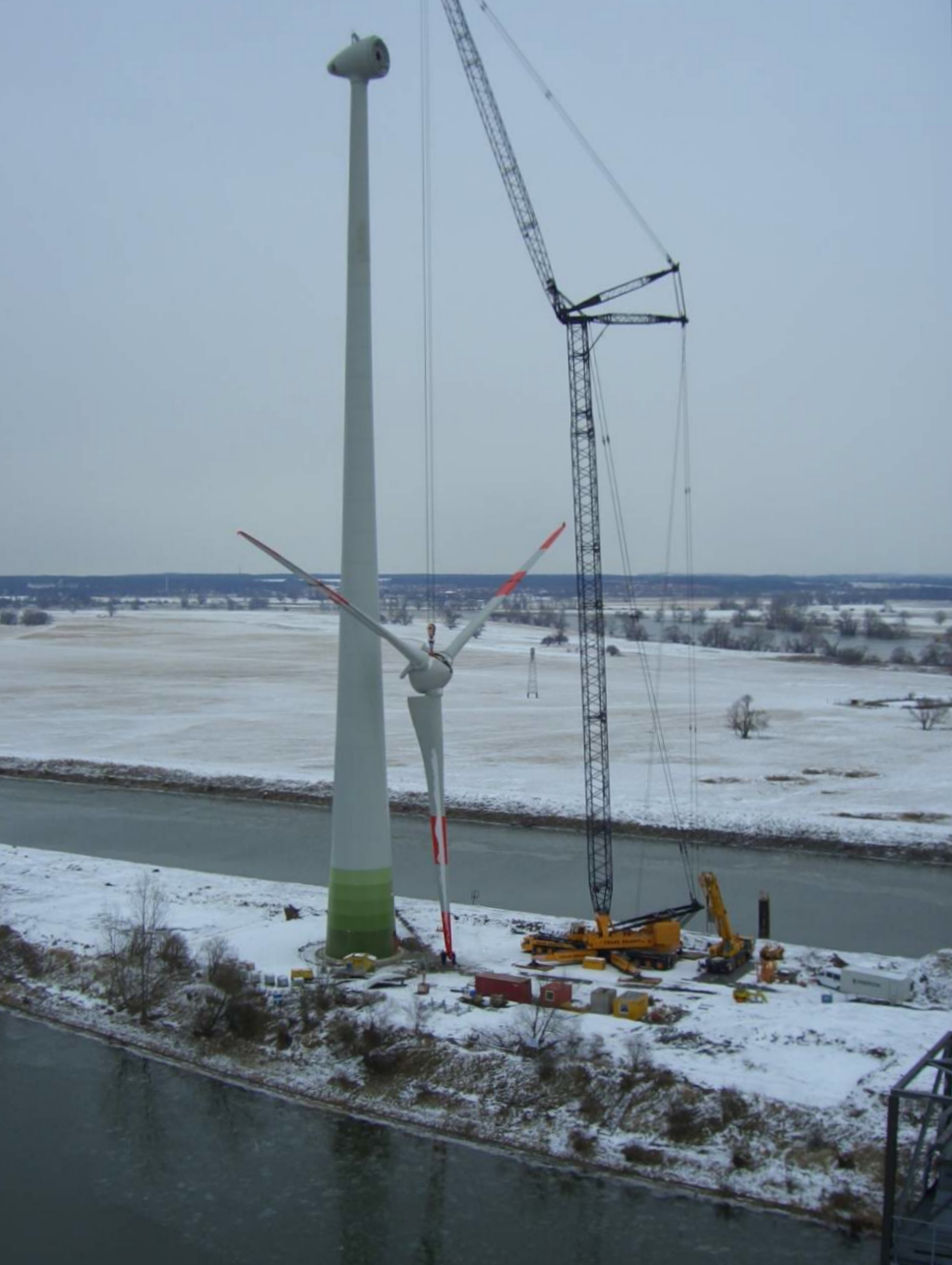
Монтаж турбины в Германии

В целом офшорные станции производят меньшую долю ветряной энергии. В 2013 году общая мощность офшорных станций в мире составила 7 ГВт, а в конце 2022 года 63 ГВт.

## Статистика по использованию энергии ветра
К началу 2019 года общая установленная мощность всех ветрогенераторов превысила 600 гигаватт. Среднее увеличение суммы мощностей всех ветрогенераторов в мире, начиная с 2009 года, составляет 38—40 гигаватт за год и обусловлено бурным развитием ветроэнергетики в США, Индии, КНР и ЕС.
Во всём мире в 2008 году в индустрии ветроэнергетики были заняты более 400 тысяч человек. В 2008 году мировой рынок оборудования для ветроэнергетики вырос до 36,5 миллиардов евро, или около 46,8 миллиардов американских долларов.
В 2022 году общий объём установленных мощностей в ветроэнергетике (на конец года) превысил 900 ГВт, а в 2022 году на всех ветроэлектростанциях мира было выработано 2100 ТВт*ч.
В 2010 году в Европе было сконцентрировано 44 % установленных ветряных электростанций, в Азии — 31 %, в Северной Америке — 22 %. На конец 2022 года 40 % мировых мощностей было в Китае.
| 1997 | 1998 | 1999  | 2000  | 2001  | 2002  | 2003  | 2004  | 2005  | 2006  | 2007  | 2008   | 2009   | 2010   | 2011   | 2012   | 2013   | 2017   | 2018   |
| ---- | ---- | ----- | ----- | ----- | ----- | ----- | ----- | ----- | ----- | ----- | ------ | ------ | ------ | ------ | ------ | ------ | ------ | ------ |
| 7475 | 9663 | 13696 | 18039 | 24320 | 31164 | 39290 | 47686 | 59004 | 73904 | 93849 | 120791 | 157000 | 196630 | 237227 | 282400 | 318529 | 546380 | 600278 |

В 2014 году 39 % электроэнергии в Дании вырабатывалось из энергии ветра.
В 2014 году ветряные электростанции Германии произвели 8,6 % от всей произведённой в Германии электроэнергии.
В 2009 году в Китае ветряные электростанции вырабатывали около 1,3 % электроэнергии страны. В КНР с 2006 года действует закон о возобновляемых источниках энергии. Предполагается, что к 2020 году мощности ветроэнергетики достигнут 80—100 ГВт.
В 2019 году ветроэнергетика выработала 15 % электричества в ЕС..
Доля ветряной энергии в общем производстве электроэнергии в 2022 году составила:
- В Евросоюзе — 17 %;
- В Бразилии — 11 %;
- В Австралии — 10 %;
- В Китае — 8 %;
- В США — 8 %;
- В Канаде — 6 %;
- В Мексике — 6 %;
- В Японии — 1 %.

| № (2020) | Страна         | 1985 | 1990 | 2000 | 2010 | 2015  | 2016  | 2017  | 2018  | 2019  | 2020  |
| -------- | -------------- | ---- | ---- | ---- | ---- | ----- | ----- | ----- | ----- | ----- | ----- |
| 1.       | Китай          | …    | …    | 0,6  | 49,4 | 185,6 | 240,9 | 303,4 | 366,0 | 405,3 | 466,5 |
| 2.       | США            | …    | 2,8  | 5,6  | 94,7 | 190,7 | 227,0 | 254,3 | 272,7 | 294,9 | 336,5 |
| 3.       | Германия       | …    | 0,1  | 9,5  | 38,6 | 80,6  | 80,0  | 105,7 | 110,0 | 125,9 | 134,5 |
| 4.       | Великобритания | …    | …    | 1,0  | 7,8  | 40,3  | 37,2  | 49,6  | 56,9  | 64,5  | 73,8  |
| 5.       | Индия          | …    | …    | 1,7  | 19,7 | 32,7  | 43,5  | 52,6  | 60,3  | 63,3  | 60,4  |
| 6.       | Бразилия       | …    | …    | …    | 2,2  | 21,6  | 33,5  | 42,3  | 48,5  | 56,0  | 56,7  |
| 7.       | Испания        | …    | …    | 4,7  | 44,3 | 49,3  | 48,9  | 49,1  | 50,9  | 54,4  | 55,2  |
| 8.       | Франция        | …    | …    | 0,1  | 9,9  | 21,4  | 21,4  | 24,6  | 28,6  | 33,6  | 39,2  |
| 9.       | Канада         | …    | …    | 0,3  | 8,6  | 26,7  | 30,6  | 31,2  | 32,9  | 30,5  | 33,6  |
| 10.      | Швеция         | …    | …    | 0,5  | 3,5  | 16,3  | 15,5  | 17,6  | 16,6  | 19,9  | 27,3  |
| 11.      | Турция         | …    | …    | …    | 2,9  | 11,6  | 15,4  | 17,8  | 19,8  | 21,3  | 24,3  |
| 12.      | Австралия      | …    | …    | 0,1  | 5,1  | 11,5  | 12,2  | 12,6  | 15,2  | 21,1  | 24,3  |
| 14.      | Мексика        | …    | …    | …    | 1,2  | 8,5   | 9,9   | 9,9   | 12,2  | 16,8  | 19,3  |
| 15.      | Италия         | …    | …    | 0,6  | 9,1  | 14,8  | 17,7  | 17,7  | 17,7  | 20,3  | 18,9  |
| 16.      | Дания          | 0,1  | 0,6  | 4,3  | 7,8  | 14,1  | 12,8  | 14,8  | 13,9  | 15,9  | 16,4  |
| 17.      | Польша         | …    | …    | …    | 1,7  | 10,9  | 12,6  | 14,9  | 12,8  | 15,0  | 15,7  |
| 18.      | Нидерланды     | …    | 0,1  | 0,8  | 4,0  | 7,6   | 8,2   | 10,6  | 10,6  | 11,2  | 15,6  |
| 19.      | Бельгия        | …    | …    | …    | 1,3  | 5,6   | 6,2   | 6,5   | 7,5   | 9,4   | 12,4  |
| 20.      | Португалия     | …    | …    | 0,2  | 9,2  | 11,6  | 12,5  | 12,3  | 12,6  | 13,7  | 12,3  |
| 21.      | Ирландия       | …    | …    | 0,2  | 2,8  | 6,6   | 6,2   | 7,4   | 8,6   | 9,5   | 11,1  |
| 22.      | Япония         | …    | …    | 0,1  | 4,0  | 5,6   | 6,2   | 6,5   | 7,5   | 8,5   | 10,6  |
| 23.      | Аргентина      | …    | …    | …    | …    | 0,6   | 0,6   | 0,6   | 1,4   | 5,0   | 9,4   |
| 24.      | Норвегия       | …    | …    | …    | 0,9  | 2,5   | 2,1   | 2,9   | 3,9   | 5,5   | 9,3   |
| 25.      | Греция         | …    | …    | 0,5  | 2,7  | 4,6   | 5,2   | 5,5   | 6,3   | 7,2   | 8,9   |
| 25.      | Финляндия      | …    | …    | 0,1  | 0,3  | 2,3   | 3,1   | 4,8   | 5,8   | 6,1   | 7,7   |
| 26.      | Румыния        | …    | …    | …    | 0,3  | 7,1   | 6,6   | 7,4   | 6,3   | 6,8   | 7,0   |
| 27.      | Австрия        | …    | …    | 0,1  | 2,1  | 4,8   | 5,2   | 6,6   | 6,0   | 7,6   | 6,9   |
| 28.      | ЮАР            | …    | …    | …    | …    | 2,5   | 3,7   | 4,9   | 6,5   | 6,6   | 6,6   |
| 29.      | Чили           | …    | …    | …    | 0,3  | 2,1   | 2,5   | 3,5   | 3,6   | 5,1   | 5,8   |
| 30.      | Уругвай        | …    | …    | …    | …    | 2,1   | 3,0   | 3,8   | 4,7   | 4,8   | 5,4   |
| 31.      | Украина        | …    | …    | …    | 0,1  | 1,1   | 1,0   | 1,0   | 1,2   | 1,5   | 4,9   |
| 32.      | Марокко        | …    | …    | 0,1  | 0,6  | 2,5   | 3,0   | 3,0   | 3,8   | 4,7   | …     |
| 33.      | Таиланд        | …    | …    | …    | …    | 0,3   | 0,3   | 1,1   | 1,6   | 3,7   | 3,3   |
| 34.      | Пакистан       | …    | …    | …    | …    | 0,8   | 1,4   | 2,1   | 3,2   | 3,6   | 3,2   |
| 35.      | Южная Корея    | …    | …    | …    | 0,8  | 1,3   | 1,7   | 2,2   | 2,5   | 2,5   | 2,9   |
| 36.      | Египет         | …    | …    | 0,1  | 1,5  | 2,1   | 2,2   | 2,3   | 2,4   | 2,8   | …     |
| 37.      | Пуэрто-Рико    | …    | …    | …    | …    | 0,1   | 0,1   | 0,1   | 0,6   | 2,4   | …     |
| 38.      | Новая Зеландия | …    | …    | 0,1  | 1,6  | 2,3   | 2,3   | 2,1   | 2,1   | 2,2   | 2,3   |
| 39.      | Тайвань        | …    | …    | …    | 1,0  | 1,5   | 1,5   | 1,7   | 1,7   | 1,9   | 2,2   |
| 40.      | Перу           | …    | …    | …    | …    | 0,7   | 1,1   | 1,1   | 1,5   | 1,7   | 1,8   |
| 41.      | Хорватия       | …    | …    | …    | …    | 0,8   | 1,0   | 1,2   | 1,3   | 1,4   | 1,6   |
| 42.      | Кения          | …    | …    | …    | …    | …     | …     | 0,1   | 0,4   | 1,6   | …     |
| 43.      | Литва          | …    | …    | …    | …    | 0,8   | 1,1   | 1,4   | 1,1   | 1,4   | 1,5   |
| 44.      | Болгария       | …    | …    | …    | 0,7  | 1,5   | 1,4   | 1,5   | 1,3   | 1,3   | 1,5   |
| 45.      | Россия         | …    | …    | …    | …    | 0,2   | 0,2   | 0,1   | 0,2   | 0,3   | 1,3   |
| 46.      | Иордания       | …    | …    | …    | …    | 0,1   | 0,4   | 0,5   | 0,7   | 1,2   | …     |
| 47.      | Филиппины      | …    | …    | …    | …    | 0,8   | 1,0   | 1,1   | 1,2   | 1,0   | 1,0   |
| 48.      | Вьетнам        | …    | …    | …    | 0,1  | 0,1   | 0,2   | 0,3   | 0,5   | 0,8   | 1,0   |
| 49.      | Казахстан      | …    | …    | …    | …    | 0,1   | 0,3   | 0,3   | 0,5   | 0,6   | 0,9   |
| 50.      | Эстония        | …    | …    | …    | …    | 0,7   | 0,6   | 0,7   | 0,6   | 0,7   | 0,9   |
| …        |                |      |      |      |      |       |       |       |       |       |       |
| 75.      | Швейцария      | …    | …    | …    | …    | 0,1   | 0,1   | 0,1   | 0,1   | 0,2   | 0,2   |

## Перспективы
Запасы энергии ветра более чем в сто раз превышают запасы гидроэнергии всех рек планеты. Использование 5 % от суммарной энергии ветра на планете обеспечило бы текущие мировые потребности в энергии. Однако, большая часть энергии ветра содержится над открытым океаном, так как океаны покрывают 71 % поверхности планеты, а ветры дуют сильнее над открытой водой, потому что встречают там меньше препятствий.
Германия планирует к 2025 году производить 40—45 % электроэнергии из возобновляемых источников энергии. Ранее Германия устанавливала цель 12 % электричества к 2010 году. Эта цель была достигнута в 2007 году.
Дания планирует к 2020 г. 50 % потребности страны в электроэнергии обеспечивать за счёт ветроэнергетики.
Франция планирует к 2020 году построить ветряных электростанций на 25 000 МВт, из них 6000 МВт — офшорных.
В 2008 году Европейским Союзом установлена цель: к 2010 году установить ветрогенераторов на 40 тыс. МВт, а к 2020 году — 180 тыс. МВт. Согласно планам Евросоюза общее количество электрической энергии, которую выработают ветряные электростанции, составит 494,7 ТВт·ч..
В Китае принят Национальный План Развития. Планируется, что установленные мощности Китая должны вырасти до 5 тыс. МВт к 2010 году и до 30 тыс. МВт к 2020 году. Однако бурное развитие ветроэнергетического сектора позволило Китаю превысить порог в 30 ГВт установленной мощности уже в 2010 году.
Индия планировала к 2012 году увеличить свои ветряные мощности в 2 раза (на 6 тысяч МВт) в сравнении с 2008 годом. Эта цель была достигнута.
Венесуэла за 5 лет с 2010 года намеревалась построить ветряных электростанций на 1500 МВт.. Цель не была достигнута.
Производство ветровой энергии в Европе в 2020 году выросло на 7 % в годовом исчислении до 417,9 ТВт·ч.

## Экономические аспекты ветроэнергетики

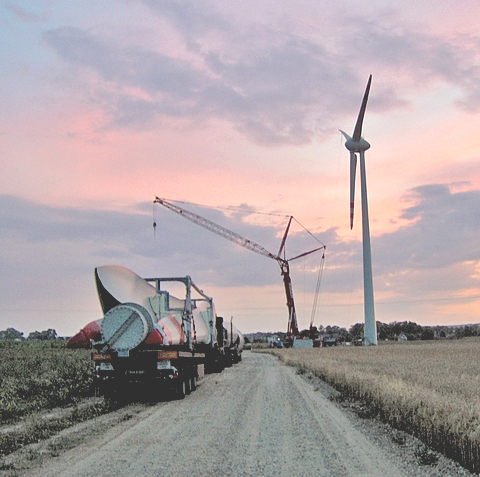
Лопасти ветрогенератора на строительной площадке

Основная часть стоимости ветроэнергии определяется первоначальными расходами на строительство сооружений ВЭУ (стоимость 1 кВт установленной мощности ВЭУ ~$1000).

### Экономия топлива
Ветряные генераторы в процессе эксплуатации не потребляют ископаемого топлива. Работа ветрогенератора мощностью 1 МВт за 20 лет позволяет сэкономить примерно 29 тыс. тонн угля или 92 тыс. баррелей нефти.

### Себестоимость электроэнергии
Себестоимость электричества, производимого ветрогенераторами, зависит от скорости ветра.
| Скорость ветра | Себестоимость (для США, 2004 год) |
| -------------- | --------------------------------- |
| 7,16 м/c       | 4,8 цента/кВт·ч;                  |
| 8,08 м/с       | 3,6 цента/кВт·ч;                  |
| 9,32 м/с       | 2,6 цента/кВт·ч.                  |

Для сравнения: себестоимость электричества, производимого на угольных электростанциях США, 9 — 30 цента/кВт·ч. Средняя стоимость
электричества в Китае 13 цента/кВт·ч.
При удвоении установленных мощностей ветрогенерации себестоимость производимого электричества падает на 15 %. Ожидается, что себестоимость ещё снизится на 35—40 % к концу 2006 г. В начале 80-х годов стоимость ветряного электричества в США составляла $0,38.
В марте 2006 года Earth Policy Institute (США) сообщил о том, что в двух районах США стоимость ветряной электроэнергии стала ниже стоимости традиционной энергии. Осенью 2005 года из-за роста цен на природный газ и уголь стоимость ветряного электричества стала ниже стоимости электроэнергии, произведённой из традиционных источников. Компании Austin Energy из Техаса и Xcel Energy из Колорадо первыми начали продавать электроэнергию, производимую из ветра, дешевле, чем электроэнергию, производимую из традиционных источников.
Средняя выровненная стоимость на 1 кВт*ч электроэнергии, полученной из ветра, составила 3 цента для станций на суше и 8 центов для офшорных станций.

### Экономика ветроэнергетики в России
Наиболее перспективны для ветроэнергетики регионы со среднегодовыми скоростями ветра выше 7 м/с. В России это все побережье Северного ледовитого океана от Кольского полуострова до Берингова пролива и арктические острова, а также Дальний восток (Тихоокенское побережье, побережья Охотского и Японского морей), среднегодовая скорость ветра на высоте 100 м здесь составляет 7-10 м/с, но в Арктике практически нет крупных населенных пунктов (Исключение — Мурманск, где запланирована Мурманская ВЭС), а Дальний восток не испытывает дефицита электроэнергии и богат гидроресурсами. На юге европейской части России среднегодовая скорость ветра несколько меньше, но тоже достаточна для развития ветроэнергетики (ЮФО, СКФО, Поволжье). Здесь среднегодовая скорость ветра составляет 6-9 м/с. Кроме того, Краснодарский край занимает одно из первых мест среди регионов России по дефициту электроэнергии. Поэтому, именно здесь сосредоточены крупнейшие ветроэнергетические проекты.

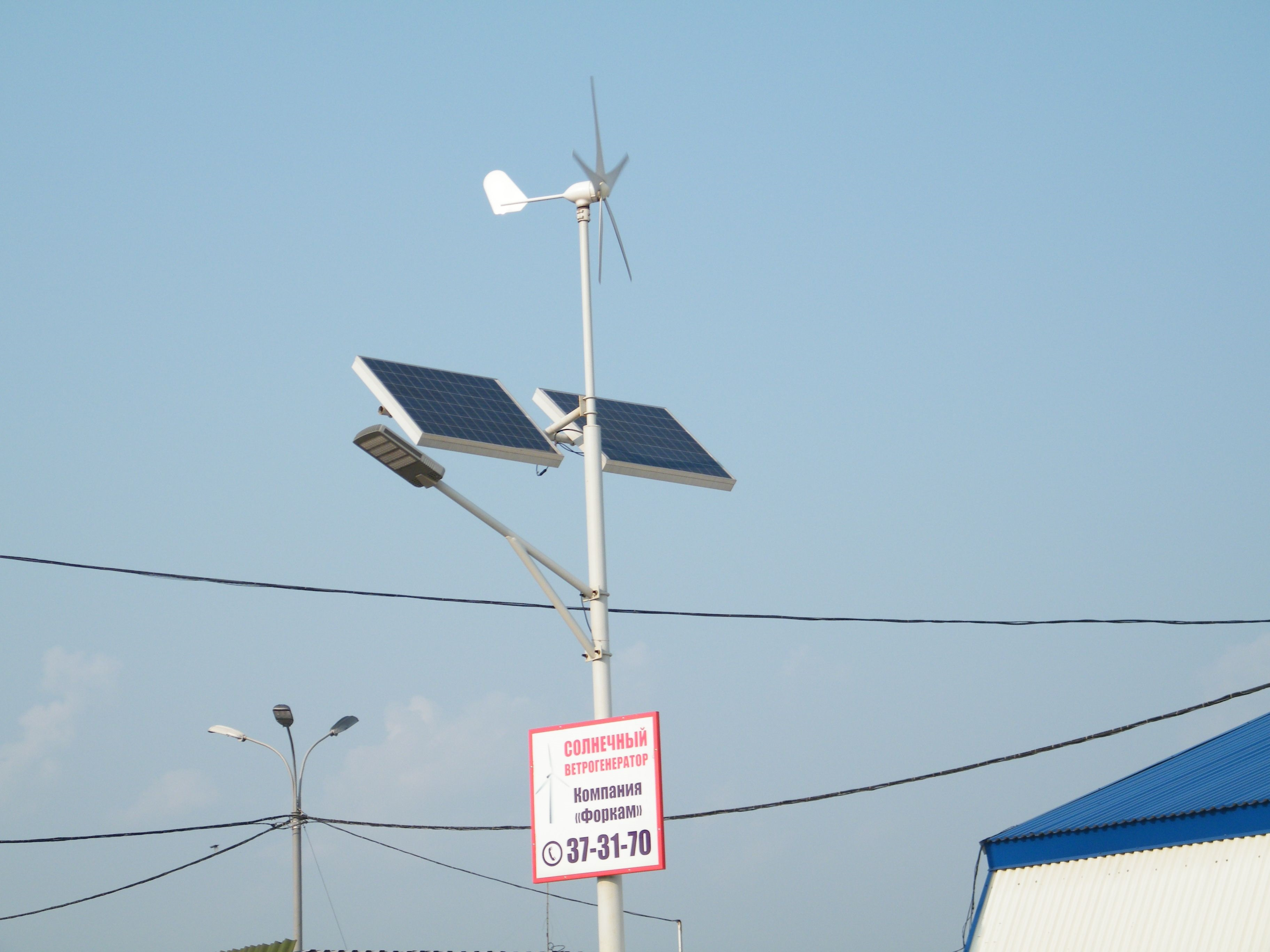
Солнечный ветрогенератор для уличного освещения

В большинстве регионов России среднегодовая скорость ветра не превышает 5 м/с, в связи с чем привычные ветрогенераторы с горизонтальной осью вращения практически не применимы — их стартовая скорость начинается с 3-6 м/с, и получить от их работы существенное количество энергии не удастся. Однако на сегодняшний день все больше производителей ветрогенераторов предлагают т. н. роторные установки, или ветрогенераторы с вертикальной осью вращения. Принципиальное отличие состоит в том, что вертикальному генератору достаточно 1 м/с чтобы начать вырабатывать электричество. Развитие этого направления снимает ограничения по использованию энергии ветра в целях электроснабжения. Наиболее прогрессивная технология — сочетание в одном устройстве генераторов двух видов — вертикального ветрогенератора и солнечных батарей. Дополняя друг друга, совместно они гарантируют производство достаточного количества электроэнергии на многих территориях России кроме районов заполярья, где несколько месяцев в году отсутствует достаточное количество солнечного света. В условиях заполярья и в Дальневосточном Федеральном Округе, где существуют сложности с доставкой топлива для обычных электростанций, компания ПАО «РусГидро» сочла экономически обоснованным создание ветряных и солнечных электростанций, дополняющих электростанции на ископаемом топливе.
| № п/п | Наименование и расположение ВЭС | Регион              | Установленная мощность, кВт | Год ввода в эксплуатацию |
| ----- | ------------------------------- | ------------------- | --------------------------- | ------------------------ |
| 1     | ВЭС с. Никольское               | Камчатский край     | 1050                        | 1997—2013                |
| 2     | ВЭУ г. Лабытнанги               | Ямало-Ненецкий АО   | 250                         | 2013                     |
| 3     | ВЭС п. Усть-Камчатск            | Камчатский край     | 1175                        | 2013—2015                |
| 4     | ВЭС п. Быков Мыс                | Якутия              | 40                          | 2015                     |
| 5     | ВЭС с. Новиково                 | Сахалинская область | 450                         | 2015                     |
| 6     | ВЭС п. Тикси                    | Якутия              | 900                         | 2018                     |

### Другие экономические проблемы
Ветроэнергетика является нерегулируемым источником энергии. Выработка ветроэлектростанции зависит от силы ветра — фактора, отличающегося большим непостоянством. Соответственно, выдача электроэнергии с ветрогенератора в энергосистему отличается большой неравномерностью как в суточном, так и в недельном, месячном, годовом и многолетнем разрезах. Учитывая, что энергосистема сама имеет неоднородности нагрузки (пики и провалы энергопотребления), регулировать которые ветроэнергетика, естественно, не может, введение значительной доли ветроэнергетики в энергосистему способствует её дестабилизации. Понятно, что ветроэнергетика требует резерва мощности в энергосистеме (например, в виде газотурбинных электростанций или дизельных генераторов), а также механизмов сглаживания неоднородности их выработки (в виде ГЭС или ГАЭС). Данная особенность ветроэнергетики существенно удорожает получаемую от них электроэнергию. Энергосистемы с большой неохотой подключают ветрогенераторы к энергосетям, что привело к появлению законодательных актов, обязующих их это делать.
Проблемы в сетях и диспетчеризации энергосистем из-за нестабильности работы ветрогенераторов начинаются после достижения ими доли в 20-25 % от общей установленной мощности системы. Для России это будет показатель, близкий к 50 тыс. — 55 тыс. МВт.
По данным испанских компаний «Gamesa Eolica» и «WinWind» точность прогнозов выдачи энергии ветростанций при почасовом планировании на рынке «на день вперёд» или спотовом режиме превышает 95 %.
Небольшие единичные ветроустановки могут иметь проблемы с сетевой инфраструктурой, поскольку стоимость линии электропередачи и распределительного устройства для подключения к энергосистеме могут оказаться слишком большими. Проблема частично решается, если ветроустановка подключается к местной сети, где есть энергопотребители. В этом случае используется существующее силовое и распределительное оборудование, а ВЭС создаёт некоторый подпор мощности, снижая мощность, потребляемую местной сетью извне. Трансформаторная подстанция и внешняя линия электропередачи оказываются менее нагруженными, хотя общее потребление мощности может быть выше.
Крупные ветроустановки испытывают значительные проблемы с ремонтом, поскольку замена крупной детали (лопасти, ротора и т. п.) на высоте более 100 метров является сложным и дорогостоящим мероприятием.

## Экономика малой ветроэнергетики
В России считается, что применение ветрогенераторов в быту для обеспечения электричеством малоцелесообразно из-за:
- высокой стоимости инвертора — около 50 % стоимости всей установки (применяется для преобразования переменного или постоянного тока, получаемого от ветрогенератора, в сетевой переменный ток частотой 50 Гц, а также для синхронизации его по фазе с внешней сетью при параллельной работе генератора);
- высокой стоимости аккумуляторных батарей — около 25 % стоимости установки (используются в качестве источника бесперебойного питания при отсутствии внешней сети);
- для обеспечения надёжного электроснабжения к такой установке иногда добавляют дизель-генератор, сравнимый по стоимости со всей установкой.

В настоящее время, несмотря на рост цен на энергоносители, себестоимость электроэнергии не составляет сколько-нибудь значительной величины у основной массы производств по сравнению с другими затратами; ключевыми для потребителя остаются надёжность и стабильность электроснабжения.
Основными факторами, приводящими к удорожанию энергии, получаемой от ветрогенераторов, являются:
- необходимость получения электроэнергии промышленного качества частотой 50 Гц (требуется применение инвертора);
- необходимость автономной работы в течение некоторого времени (требуется применение аккумуляторов);
- необходимость длительной бесперебойной работы потребителей (требуется применение дизель-генератора).

В настоящее время наиболее экономически целесообразно получение с помощью ветрогенераторов не электрической энергии промышленного качества, а постоянного или переменного тока (переменной частоты) с последующим преобразованием его с помощью ТЭНов в тепло — для обогрева жилья и получения горячей воды. Эта схема имеет несколько преимуществ:
- отопление является основным энергопотребителем любого дома в России;
- схема ветрогенератора и управляющей автоматики кардинально упрощается;
- схема автоматики может быть в самом простом случае построена на нескольких тепловых реле;
- в качестве аккумулятора энергии можно использовать обычный бойлер с водой для отопления и горячего водоснабжения;
- потребление тепла не так требовательно к качеству и бесперебойности: температуру воздуха в помещении можно поддерживать в широких диапазонах 19—25 °C, а в бойлерах горячего водоснабжения — в пределах 40—97 °C без ущерба для потребителей.

Ещё более выгодным с точки зрения энергоэффективности является использование теплового насоса вместо ТЭНа.

## Экологические аспекты ветроэнергетики

### Выбросы в атмосферу
Ветрогенератор мощностью 1 МВт сокращает ежегодные выбросы в атмосферу 1800 тонн СО2, 9 тонн SO2, 4 тонн оксидов азота.
По оценкам Global Wind Energy Council к 2050 году мировая ветроэнергетика позволит сократить ежегодные выбросы СО2 на 1,5 миллиарда тонн.

### Влияние на климат
Ветрогенераторы изымают часть кинетической энергии движущихся воздушных масс, что приводит к снижению скорости их движения. При массовом использовании ветряков (например, в Европе) это замедление теоретически может оказывать заметное влияние на локальные (и даже глобальные) климатические условия местности. В частности, снижение средней скорости ветров способно сделать климат региона чуть более континентальным за счёт того, что медленно движущиеся воздушные массы успевают сильнее нагреться летом и охлаждаться зимой. Также отбор энергии у ветра может способствовать изменению влажностного режима прилегающей территории. Впрочем, учёные пока только разворачивают исследования в этой области; научные работы, анализирующие эти аспекты, не дают количественную оценку воздействия широкомасштабной ветряной энергетики на климат, однако позволяют заключить, что оно может быть не столь пренебрежимо малым, как полагали ранее.
Согласно моделированию Стэнфордского университета, большие оффшорные ветроэлектростанции могут существенно ослабить ураганы, уменьшая экономический ущерб от их воздействия.

### Шум
Ветряные энергетические установки производят две разновидности шума:
- механический шум — шум от работы механических и электрических компонентов (для современных ветроустановок практически отсутствует, но является значительным в ветроустановках старших моделей);
- аэродинамический шум — шум от взаимодействия ветрового потока с лопастями установки (усиливается при прохождении лопасти мимо башни ветроустановки).

В настоящее время при определении уровня шума от ветроустановок пользуются только расчётными методами. Метод непосредственных измерений уровня шума не даёт информации о шумности ветроустановки, так как эффективное отделение шума ветроустановки от шума ветра в данный момент невозможно.
| Источник шума                                                      | Уровень шума, дБ |
| ------------------------------------------------------------------ | ---------------- |
| Болевой порог человеческого слуха                                  | 120              |
| Шум турбин реактивного двигателя на удалении 250 м                 | 105              |
| Шум от отбойного молотка в 7 м                                     | 95               |
| Шум от грузовика при скорости движения 48 км/ч на удалении в 100 м | 65               |
| Шумовой фон в офисе                                                | 60               |
| Шум от легковой автомашины при скорости 64 км/ч                    | 55               |
| Шум от ветрогенератора в 350 м                                     | 35—45            |
| Шумовой фон ночью в деревне                                        | 20—40            |

В непосредственной близости от ветрогенератора у оси ветроколеса уровень шума достаточно крупной ветроустановки может превышать 100 дБ.
Примером подобных конструктивных просчётов является ветрогенератор Гровиан. Из-за высокого уровня шума установка проработала около 100 часов и была демонтирована.
Законы, принятые в Великобритании, Германии, Нидерландах и Дании, ограничивают уровень шума от работающей ветряной энергетической установки до 45 дБ в дневное время и до 35 дБ ночью. Минимальное расстояние от установки до жилых домов — 300 м.

### Низкочастотные вибрации
Низкочастотные колебания, передающиеся через почву, вызывают ощутимый дребезг стёкол в домах на расстоянии до 60 м от ветроустановок мегаваттного класса.
Как правило, жилые дома располагаются на расстоянии не менее 300 м от ветроустановок. На таком расстоянии вклад ветроустановки в инфразвуковые колебания уже не может быть выделен из фоновых колебаний.

### Обледенение лопастей
При эксплуатации ветроустановок в зимний период при высокой влажности воздуха возможно образование ледяных наростов на лопастях. При пуске ветроустановки возможен разлёт льда на значительное расстояние. Как правило, на территории, на которой возможны случаи обледенения лопастей, устанавливаются предупредительные знаки на расстоянии 150 м от ветроустановки.
Кроме того, в случае лёгкого обледенения лопастей были отмечены случаи улучшения аэродинамических характеристик профиля.

### Визуальное воздействие
Визуальное воздействие ветрогенераторов — субъективный фактор. Для улучшения эстетического вида ветряных установок во многих крупных фирмах работают профессиональные дизайнеры. Ландшафтные архитекторы привлекаются для визуального обоснования новых проектов.
В обзоре, выполненном датской фирмой AKF, стоимость воздействия шума и визуального восприятия от ветрогенераторов оценена менее 0,0012 евро на 1 кВт·ч. Обзор базировался на интервью, взятых у 342 человек, живущих поблизости от ветряных ферм. Жителей спрашивали, сколько они заплатили бы за то, чтобы избавиться от соседства с ветрогенераторами.

### Использование земли
Турбины занимают только 1 % от всей территории ветряной фермы. На 99 % площади фермы возможно заниматься сельским хозяйством или другой деятельностью, что и происходит в таких густонаселённых странах, как Дания, Нидерланды, Германия. Фундамент ветроустановки, занимающий место около 10 м в диаметре, обычно полностью находится под землёй, позволяя расширить сельскохозяйственное использование земли практически до самого основания башни. Земля сдаётся в аренду, что позволяет фермерам получать дополнительный доход. В США стоимость аренды земли под одной турбиной составляет $3000–5000 в год.
Таблица: Удельная потребность в площади земельного участка для производства 1 млн кВт·ч электроэнергии
| Источник энергии                 | Удельный показатель площади земельного участка, требующейся для производства 1 млн кВт·ч за 30 лет (м²) |
| -------------------------------- | --- |
| Геотермальный источник           | 404 |
| Ветер                            | 800—1335                                                                                                |
| Фотоэлектрический элемент        | 364 |
| Солнечный нагревательный элемент | 3561 |
| Уголь                            | 3642 |

### Вред, наносимый животным и птицам
| Причины гибели птиц | Число погибших птиц (из расчёта на 10 000) |
| ------------------- | ------------------------------------------ |
| Дома / окна         | 5500                                       |
| Кошки               | 1000                                       |
| Другие причины      | 1000                                       |
| ЛЭП                 | 800                                        |
| Механизмы           | 700                                        |
| Пестициды           | 700                                        |
| Телебашни           | 250                                        |
| Ветряные турбины    | Менее 1                                    |

Таблица: Вред, наносимый животным и птицам. Данные AWEA.
Популяции летучих мышей, живущие рядом с ВЭС, на порядок более уязвимы, нежели популяции птиц. Возле концов лопастей ветрогенератора образуется область пониженного давления, и млекопитающее, попавшее в неё, получает баротравму. Более 90 % летучих мышей, найденных рядом с ветряками, обнаруживают признаки внутреннего кровоизлияния. По объяснениям учёных, птицы имеют иное строение лёгких, а потому менее восприимчивы к резким перепадам давления и страдают только от непосредственного столкновения с лопастями ветряков.

### Использование водных ресурсов
В отличие от традиционных тепловых электростанций, ветряные электростанции не используют воду, что позволяет существенно снизить нагрузку на водные ресурсы.

### Размер ветряных турбин
Ветровые турбины можно разделить на три класса: малые, средние и крупные. Небольшие ветровые турбины способны генерировать 50—60 кВт мощности и использовать роторы диаметром от 1 до 15 м. Они в основном используются в отдалённых районах, где есть потребность в электричестве.
Большинство ветряных турбин являются турбинами среднего размера. Они используют роторы диаметром 15—60 м и имеют мощность между 50—1500 кВт. Большинство коммерческих турбин генерируют мощность от 500 кВт до 1500 кВт.
Большие ветровые турбины имеют роторы, которые измеряют диаметры 60—100 м и способны генерировать энергию на 2—3 МВт. На практике было показано, что эти турбины менее экономичны и менее надёжны, чем средние. Большие ветровые турбины производят до 1,8 МВт и могут иметь поддон более 40 м, башни 80 м.
Некоторые турбины могут производить 5 МВт, хотя для этого требуется скорость ветра около 5,5 м/с или 20 км/ч. Немногие районы на Земле имеют эти скорости ветра, но более сильные ветры можно найти на больших высотах и в океанических районах.

### Безопасность энергии ветра
Энергия ветра — это чистая и возобновляемая энергия, но она прерывистая, с вариациями в течение дня и сезона, и даже от года к году. Ветряные турбины работают около 60 % в год в ветреных регионах. Для сравнения, угольные заводы работают примерно на 75—85 % от общей мощности.
Большинство турбин производят энергию более 25 % времени, этот процент растёт зимой, когда наблюдаются более сильные ветры.
В случаях, когда ветряные турбины подключены к большим электрическим сетям, прерывистый характер энергии ветра не влияет на потребителей. Безветровые дни компенсируются другими источниками энергии, такими как угольные электростанции или гидроэлектростанции, которые подключены к сетке.
Люди, которые живут в отдалённых местах и используют электричество от ветряных турбин, часто используют батареи или резервные генераторы для обеспечения энергии в периоды без ветра.
Большинство коммерческих ветровых турбин находятся в автономном режиме (для обслуживания или ремонта) менее чем в 3 % случаев, будучи столь же безопасными, как и обычные электростанции.
Ветровые турбины считаются долговечными. Многие турбины производят энергию с начала 1980-х годов. Многие американские мельницы ветряных электростанций используются в течение нескольких поколений.

## Радиопомехи
Металлические сооружения ветроустановки, особенно элементы в лопастях, могут вызвать значительные помехи в приёме радиосигнала. Чем крупнее ветроустановка, тем больше помех она может создавать. В ряде случаев для решения проблемы приходится устанавливать дополнительные ретрансляторы.